# بق الفراش
بق الفراش هو جنس من الحشرات في عائلة البقيات. هي طفيليات  خارجية تتغذى عادة على دم الطيور والثدييات. نوعين، البق الفراشي و البق الأنصف ‏ معروفة، كبق الفراش، وكثيرا ما تتغذى على البشر، على الرغم من أن الأنواع الأخرى قد تتطفل على البشر انتهازيا. الأنواع التي تتطفل في المقام الأول على الخفافيش تعرف باسم بق الحشرات.
طول الحشرة من 3 إلى 9 مليمتر (0.12 إلى 0.35 بوصة) ولها جسم مسطح باللون البني المحمر بأجنحة صغيرة لا تعمل.

## وصف

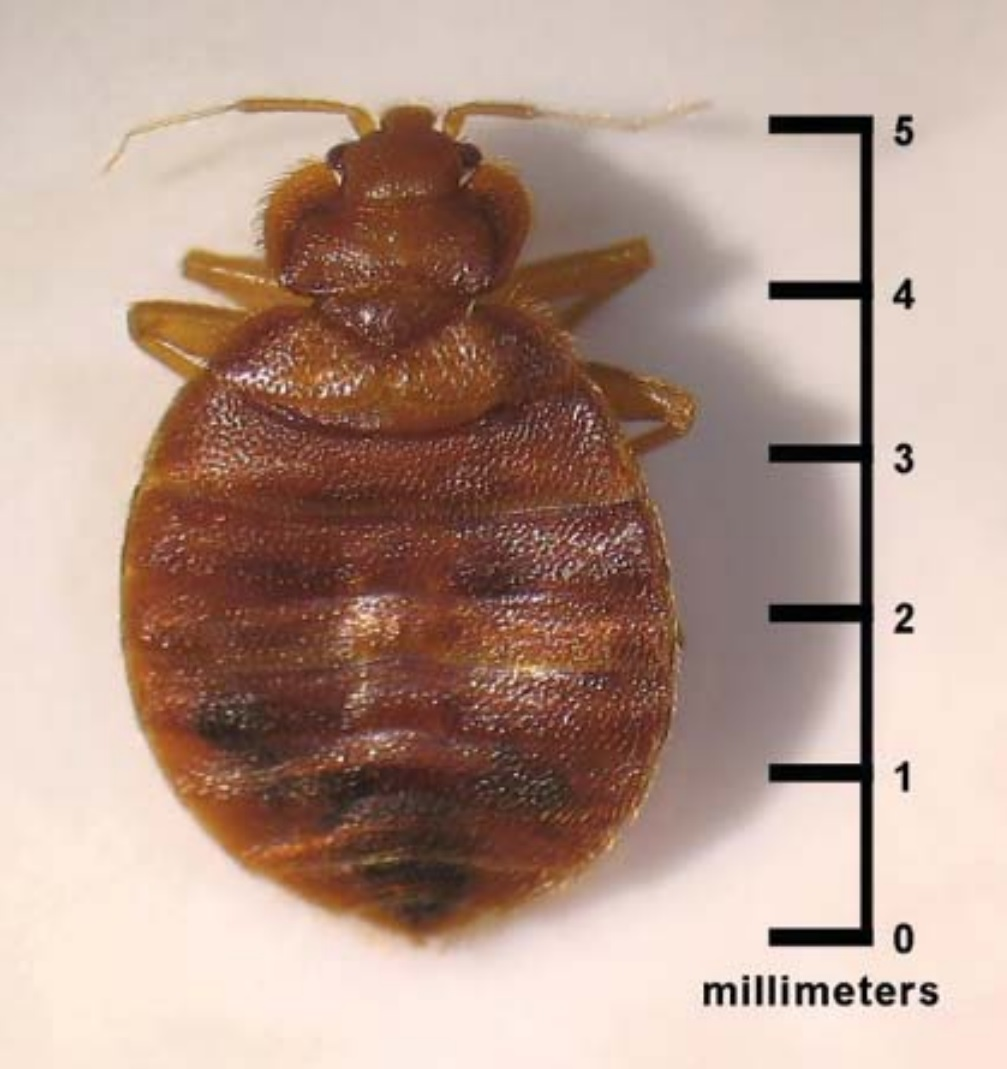
بق فراش بالغ (Cimex lectularius)